# Ergocarpon cryptanthum
Ergocarpon cryptanthum är en växtart som är ensam art i släktet Ergocarpon i familjen flockblommiga växter.
Arten är en ettårig ört som förekommer i östra Irak och västra Iran. Den beskrevs först som Exoacantha cryptantha av Karl Heinz Rechinger 1952, och fick sitt nu gällande namn av Clifford Charles Townsend 1964.